# Giovanni Paolo Campana
Giovanni Paolo Campana SJ (25. ledna 1540, Reggio Emilia - 27. dubna 1592, Řím) byl italský jezuita působící v Čechách, na Moravě a v Polsku.

## Život a činnost
Od 7. května 1570 působil v Praze jako učitel noviců, zpovědník kolegia, kazatel pro celou italskou menšinu v Praze. O tři roky později působil v Brně. Jeho věhlas rostl a následně byl povolán zpět do Prahy do funkce rektora koleje. V Praze byl velmi aktivní, stál u zrodu Italské kongregace na Malé Straně, roku 1577 inicioval výstavbu nového kostela svatého Salvátora, do níž zaangažoval také císařskou rodinu v čele s Rudolfem II. Dle jezuitské tradice je mu také připisována výuka českého jazyka a katechismu v češtině studentům pražského kolegia. 